# 검은금빛집박쥐
검은금빛집박쥐(Arielulus circumdatus)는 애기박쥐과에 속하는 박쥐의 일종이다. 중국과 인도, 미얀마 그리고 네팔에서 발견된다.

## 특징
몸길이 95mm이고 전완장이 40~44mm인 작은 박쥐로 꼬리 길이는 36~40mm, 발 길이는 10mm, 귀 길이는 15mm이다. 털은 길고 부드러우며 촘촘하다. 등 쪽은 짙은 갈색부터 검은색까지 띠는 반면에 배 쪽은 갈색이다.

## 분포 및 서식지
네팔 동부와 부탄 북부, 인도 시킴주와 아삼주, 메갈라야주, 중국 윈난성 남서부, 태국 중부, 캄보디아 서부, 베트남 중부, 말레이반도 동부에 널리 분포한다. 자와섬 서부에서도 개체군이 발견된다. 해발 1,300m와 2,100m 사이의 산지림과 일차림, 상록수림에서 서식한다.